# Luisinho (football, 1973)
Pour les articles homonymes, voir Luisinho.
Luís Germano Borlotes Dias, plus connu sous le nom de Luisinho (né le 14 avril 1973 au Mozambique portugais) est un joueur de football international mozambicain, qui évoluait au poste de gardien de but.

## Biographie

### Carrière en sélection
Avec l'équipe du Mozambique, il joue entre 1996 et 1999. 
Il figure dans le groupe des sélectionnés lors des CAN de 1996 et de 1998, où son équipe est éliminée à chaque fois au premier tour.